# Simone Nai Oleari
Simone Nai Oleari (25 luglio 1988) è un pattinatore italiano.

## Biografia
Simone Nai Oleari è un atleta Italiano del pattinaggio in linea nel settore del pattinaggio freestyle e specialità speed slalom.
Nel corso della carriera ha avuto un brutto infortunio al ginocchio destro, che gli ha causato quasi un anno di stop forzato dal pattinaggio.
Nel 2006 consegue la qualifica di "Maestro di pattinaggio" FIHP. Nel 2010 Oleari entra a far parte della Nazionale Italiana pattinaggio freestyle. A agosto 2012 Oleari raggiunge la prima posizione in classifica mondiale (WSSA) per la specialità speed slalom e la mantiene per 23 mesi consecutivi.
Nel 2013, Oleari ha collaborato con Fila Skates per la creazione di un nuovo pattino espressamente studiato per lo slalom e il freeskate. Il pattino è entrato in commercio a inizio 2015 (il nome della linea FILA NRK è NOS, l'acronimo di Nai Oleari Simone).

## Palmarès
Anno 2009
| Giorno | Mese      | Sede                         | Evento | Risultato | Note                  |
| ------ | --------- | ---------------------------- | ------ | --------- | --------------------- |
| 8      | marzo     | Italia - Roma                | WSSA   | 2nd       |                       |
| 24     | maggio    | Italia - Lecco               | FIHP   | 2nd       |                       |
| 26-27  | giugno    | Francia - Nizza              | IFSA   | 2nd       |                       |
| 1-2    | agosto    | Germania - Hannover          | WSSA   | 3rd       |                       |
| 12-13  | settembre | Germania - Monaco di Baviera | WSSA   | 3rd       |                       |
| 4      | ottobre   | Italia - Torino              | FIHP   | 3rd       |                       |
| 11     | ottobre   | Italia - Livorno             | UISP   | 2nd       | - Campionato Italiano |

Anno 2010
| Giorno | Mese    | Sede                     | Evento | Risultato | Note                  |
| ------ | ------- | ------------------------ | ------ | --------- | --------------------- |
| 6-7    | marzo   | Italia - Busto Arsizio   | WSSA   | 1st       |                       |
| 13-14  | marzo   | Russia - San Pietroburgo | WSSA   | 1st       |                       |
| 11     | aprile  | Italia - Busto Arsizio   | FIHP   | 2nd       |                       |
| 13     | giugno  | Italia - Monza           | FIHP   | 3rd       |                       |
| 10     | luglio  | Italia - Torino          | UISP   | 1st       |                       |
| 13-15  | luglio  | Regno Unito - Londra     | WSSA   | 3rd       |                       |
| 3      | ottobre | Italia - Roma            | WSSA   | 2nd       |                       |
| 31     | ottobre | Italia - Ancona          | UISP   | 3rd       | - Campionato Italiano |

Anno 2011
| Giorno | Mese     | Sede                        | Evento | Risultato | Note                  |
| ------ | -------- | --------------------------- | ------ | --------- | --------------------- |
| 5      | marzo    | Italia - Busto Arsizio      | WSSA   | 3rd       |                       |
| 17-21  | marzo    | Russia - Mosca              | WSSA   | 2nd       |                       |
| 8      | maggio   | Italia - Sesto San Giovanni | FIHP   | 2nd       |                       |
| 27-30  | maggio   | Francia - Parigi            | WSSA   | 3rd       |                       |
| 11-12  | giugno   | Italia - Monza              | FIHP   | 2nd       |                       |
| 9-10   | luglio   | Italia - Porto Recanati     | WSSA   | 1st       |                       |
| 23-24  | luglio   | Italia - Roma               | WSSA   | 3rd       |                       |
| 29-31  | luglio   | Germania - Berlino          | WSSA   | 2nd       |                       |
| 19-21  | agosto   | Regno Unito - Londra        | WSSA   | 3rd       | - Campionato Europeo  |
| 15     | ottobre  | Italia - Torino             | WSSA   | 2nd       |                       |
| 21-23  | ottobre  | Germania - Geisingen        | WSSA   | 9th       | - Mondiale            |
| 4      | dicembre | Italia - Ancona             | UISP   | 2nd       | - Campionato Italiano |

Anno 2012
| Giorno | Mese    | Sede                   | Evento | Risultato | Note                  |
| ------ | ------- | ---------------------- | ------ | --------- | --------------------- |
| 4      | marzo   | Italia - Busto Arsizio | FIHP   | 3rd       |                       |
| 16-18  | marzo   | Russia - Mosca         | WSSA   | 1st       |                       |
| 25-27  | maggio  | Francia - Parigi       | WSSA   | 3rd       |                       |
| 8      | luglio  | Italia - Monza         | FIHP   | 3rd       | - Campionato Italiano |
| 14-15  | luglio  | Italia - Roma          | WSSA   | 2nd       |                       |
| 21-22  | luglio  | Italia - Ancona        | WSSA   | 1st       |                       |
| 27-29  | luglio  | Germania - Berlino     | WSSA   | 2nd       | - Campionato Europeo  |
| 17-19  | agosto  | Regno Unito - Londra   | WSSA   | 1st       |                       |
| 23-25  | agosto  | Cina - Lishui          | WSSA   | 6th       | - Mondiale            |
| 29-2   | nov-dic | Thailandia - Bangkok   | WSSA   | 1st       |                       |

Anno 2013
| Giorno | Mese     | Sede                   | Evento | Risultato | Note                  |
| ------ | -------- | ---------------------- | ------ | --------- | --------------------- |
| 1-3    | febbraio | Germania - Hannover    | WSSA   | 1st       |                       |
| 20-21  | aprile   | Corea del Sud - Namwon | WSSA   | 1st       |                       |
| 24-26  | maggio   | Francia - Parigi       | WSSA   | 1st       |                       |
| 6-7    | luglio   | Italia - Busto Arsizio | FIHP   | 3rd       | - Campionato Italiano |
| 12-14  | luglio   | Polonia - Varsavia     | WSSA   | 1st       | - Campionato Europeo  |
| 25-27  | ottobre  | Russia - Mosca         | WSSA   | 1st       |                       |
| 5-8    | novembre | Taipei cinese - Taipei | WSSA   | 6th       | - Mondiale            |

Anno 2014
| Giorno | Mese      | Sede                   | Evento | Risultato | Note                 |
| ------ | --------- | ---------------------- | ------ | --------- | -------------------- |
| 18-20  | aprile    | Corea del Sud - Namwon | WSSA   | 1st       |                      |
| 25-27  | luglio    | Russia - Mosca         | WSSA   | 2nd       |                      |
| 8-10   | agosto    | Cina - Shanghai        | WSSA   | 1st       |                      |
| 19-21  | settembre | Italia - Busto Arsizio | WSSA   | 2nd       | - Campionato Europeo |
| 21-26  | ottobre   | Francia - Parigi       | WSSA   | 11th      | - Mondiale           |

Anno 2015
| Giorno | Mese      | Sede                   | Evento | Risultato | Note                  |
| ------ | --------- | ---------------------- | ------ | --------- | --------------------- |
| 10-12  | luglio    | Italia - Maida         | FIHP   | 1st       | - Campionato Italiano |
| 24-27  | settembre | Italia - Busto Arsizio | WSSA   | 4th       | - Campionato Europeo  |
| 26-30  | ottobre   | Italia - Torino        | WSSA   | 4th       | - Mondiale            |

Anno 2016
| Giorno | Mese      | Sede                   | Evento | Risultato | Note                  |
| ------ | --------- | ---------------------- | ------ | --------- | --------------------- |
| 24     | aprile    | Italia - Busto Arsizio | FIHP   | 3rd       |                       |
| 01-03  | luglio    | Italia - Busto Arsizio | FIHP   | 1st       | - Campionato Italiano |
| 02-05  | settembre | Cina - Zhongning       | WSSA   | 2nd       |                       |
| 06-09  | ottobre   | Spagna - Ciudad Real   | FIRS   | 3rd       | - Campionato Europeo  |
| 17-21  | novembre  | Thailandia - Bangkok   | FIRS   | 6th       | - Mondiale            |

Anno 2017
| Giorno | Mese      | Sede                   | Evento | Risultato | Note                  |
| ------ | --------- | ---------------------- | ------ | --------- | --------------------- |
| 26     | marzo     | Italia - Busto Arsizio | FISR   | 3rd       |                       |
| 28-01  | apr-mag   | Cina - Beidaihe        | WSSA   | 3rd       |                       |
| 05-09  | luglio    | Italia - Acireale      | FISR   | 2nd       | - Campionato Italiano |
| 05-10  | settembre | Cina - Nanjing         | FIRS   | 11th      | - WRG, Mondiale       |
| 23-24  | settembre | Spagna - Barcellona    | WSSA   | 2nd       |                       |
| 05-08  | ottobre   | Italia - Busto Arsizio | FIRS   | 3rd       | - Campionato Europeo  |
| 25-26  | novembre  | Cina - Wuyishian       | WSSA   | 1st       |                       |

Anno 2018
| Giorno | Mese   | Sede           | Evento | Risultato | Note                  |
| ------ | ------ | -------------- | ------ | --------- | --------------------- |
| 06-10  | giugno | Italia - Monza | FISR   | 2nd       | - Campionato Italiano |

Anno 2019
| Giorno | Mese     | Sede              | Evento | Risultato | Note |
| ------ | -------- | ----------------- | ------ | --------- | ---- |
| 31     | marzo    | Italia - Vigevano | FISR   | 3rd       |      |
| 19-20  | ottobre  | Cina - Zhongning  | WSSA   | 2nd       |      |
| 23-24  | novembre | Cina - Wuyishian  | WSSA   | 1st       |      |